# Geococcyx
Geococcyx é um género de aves da família Cuculidae. O género inclui duas espécies:
- Geococcyx californianus, o grande papa-léguas, (do sudoeste dos Estados Unidos e norte do México);
- Geococcyx velox, o pequeno papa-léguas, (do México e América Central);